# وزارة النقل والمواصلات (فلسطين)
وزارة النقل والمواصلات الفلسطينية وزارة فلسطينية أنشئت عام 1994 عقب تأسيس السلطة الوطنية الفلسطينية، لتتولى ملف تطوير وتنظيم قطاع النقل والمواصلات الفلسطيني.

## النشأة
تأسست وزارة النقل والمواصلات الفلسطينية عام 1994، بعد صدور مرسوم رئاسي من قبل الرئيس ياسر عرفات يقضي بإنشائها، وذلك في عهد السلطة الوطنية الفلسطينية.

## المهام
تتركز الوظائف الرئيسية لوزارة النقل والمواصلات الفلسطينية على تطوير وتنظيم قطاع النقل والمواصلات الفلسطيني، وإعداد القوانين والدراسات اللازمة وتنفيذها، إضافة لتطوير شبكات الطرق، وإنشاء خطوط السكك الحديدية والموانئ والمطارات.

## وصلات خارجية
- الموقع الرسمي لوزارة النقل والمواصلات الفلسطينية